# Baby boomer
| Generaciones sociales de Occidente |
| --- |
| Generación perdida Generación grandiosa Generación silenciosa Baby boomer Generación X Xennials Generación Y Zillenial Generación Z Generación Alfa Generación Beta |

Los baby boomers son la cohorte demográfica que sigue a la generación silenciosa y que precede a la generación X. La generación se define generalmente como las personas nacidas entre 1946 y 1964, durante la explosión de natalidad posterior a la Segunda Guerra Mundial. Las fechas, el contexto demográfico y los identificadores culturales pueden variar. El baby boom o explosión de natalidad ha sido descrito de varias maneras como una «onda expansiva» y como «el cerdo en la pitón» (aumento estadístico representado como un engrosamiento en una pauta).
En los decenios de 1960 y 1970, en Occidente, a medida que este número relativamente grande de jóvenes entraba en la adolescencia y en la edad adulta —el mayor cumplió 18 años en 1964—, ellos y quienes los rodeaban crearon una retórica muy específica en torno a su cohorte y a los cambios provocados por su tamaño en número, como la contracultura de los años sesenta. En China, durante el mismo periodo, los baby boomers vivieron la Revolución Cultural y estuvieron sujetos a la política de hijo único cuando eran adultos. Esta retórica tuvo un impacto importante en las percepciones de los boomers, así como en la tendencia cada vez más común de la sociedad a definir el mundo en términos de generaciones, lo cual era un fenómeno relativamente nuevo. En Europa y América del Norte, muchos boomers llegaron a la mayoría de edad en una época de creciente prosperidad y de subsidios gubernamentales generalizados en la vivienda y la educación de la posguerra, y crecieron realmente esperando que el mundo mejorara con el tiempo.
Considerando los rangos de edades que abarca la generación, se estima que corresponde al 15.0 % de la población mundial.

## Etimología
El término baby boom se refiere a un aumento notable de la tasa de natalidad. El aumento de la población posterior a la Segunda Guerra Mundial fue descrito como un boom por varios periodistas, entre ellos Sylvia F. Porter en una columna de la edición del 4 de mayo de 1951 del New York Post, basada en el aumento de casi 2.36 millones de personas de la población de EE. UU. en 1950.
El primer uso registrado del término baby boomer es en un artículo del Daily Press de enero de 1963 que describe un aumento masivo de matriculaciones universitarias según se acercaban a la mayoría de edad los boomers más mayores. El Oxford English Dictionary data el significado moderno del término en un artículo del 23 de enero de 1970 en The Washington Post.

## Rango de fechas y definiciones

Tasa de natalidad de Estados Unidos (nacimientos por cada 1000 habitantes al año). El segmento correspondiente a los años 1946 a 1964 aparece en rojo, con las tasas de natalidad alcanzando su punto máximo en 1949, disminuyendo constantemente hacia 1958, y alcanzando los niveles de la época de la depresión anterior a la guerra en 1965.

El diccionario en línea Merriam-Webster define baby boomer como «una persona nacida durante un periodo de tiempo en el que se produce un marcado aumento de la tasa de natalidad de una población», «que se considera generalmente en los años comprendidos entre 1946 y 1964». El Pew Research Center define a los baby boomers como aquellos nacidos entre 1946 y 1964. La Oficina del Censo de los Estados Unidos define a los baby boomers como «individuos nacidos en Estados Unidos entre mediados de 1946 y mediados de 1964». La Oficina de Estadísticas Laborales de Estados Unidos define a la «generación del baby boom posterior a la Segunda Guerra Mundial como aquellos nacidos entre 1946 y 1964, al igual que la Junta de Gobernadores de la Reserva Federal que utiliza 1946-1964 para definir a los baby boomers. Gallup define a los baby boomers como aquellos nacidos entre 1946 y 1964.
En Estados Unidos, la generación puede ser segmentada en dos cohortes ampliamente definidas: los Leading-Edge Baby Boomers son individuos nacidos entre 1946 y 1955, aquellos que alcanzaron la mayoría de edad durante la época de la guerra de Vietnam. Este grupo representa un poco más de la mitad de la generación, o aproximadamente treinta y ocho millones de personas de todas las razas. La otra mitad de la generación, llamada Late Boomers o Trailing-Edge Boomers, nació entre 1956 y 1964. Esta segunda cohorte incluye alrededor de 37.82 millones de individuos, según Live Births by Age and Mother and Race, 1933-98, publicado por Centers for Disease Control's National Center for Health Statistics.
En Australia, la Australian Bureau of Statistics define a los baby boomers como aquellos nacidos entre 1946 y 1964, así como el Australia's Social Research Center, que define a los baby boomers como nacidos entre 1946 y 1964. Bernard Salt sitúa el baby boom australiano entre 1946 y 1961.
Varios autores han delimitado el periodo del baby boom de forma diferente. Landon Jones, en su libro Great Expectations: America and the Baby Boom Generation (1980), definió el periodo de la generación del baby boom como el que se extiende desde 1946 hasta 1964. Los autores William Strauss y Neil Howe, en su libro Generations de 1991, definen la generación de los baby boomers como aquella cohorte nacida entre 1943 y 1960, demasiado joven para tener algún recuerdo personal de la Segunda Guerra Mundial, pero lo suficientemente mayor para recordar la época de la posguerra antes del asesinato de John F. Kennedy. En Ontario, Canadá, David Foot, autor de Boom, Bust and Echo: Profiting from the Demographic Shift in the 21st century (1997), definió a un boomer canadiense como alguien que nació entre 1947 y 1966, los años en los que nacieron más de cuatrocientos mil bebés. Sin embargo, reconoce que esa es una definición demográfica, y que culturalmente, puede no ser tan clara. La socióloga francesa Michèle Delaunay, en su libro Le Fabuleux Destin des Baby-Boomers (2019), sostiene que la generación del baby boom tuvo lugar entre 1946 y 1973 en Francia y entre 1958 y 1975 en España.
Doug Owram sostiene que el auge canadiense tuvo lugar entre 1946 y 1962, pero que en todas partes nacieron personas con un gran desarrollo cultural entre los últimos años de la guerra y alrededor de 1955 o 1956. Señala que los nacidos en los años anteriores al verdadero auge eran a menudo las personas más influyentes entre los boomers: por ejemplo, músicos como The Beatles, Bob Dylan y The Rolling Stones, así como escritores como Jack Kerouac y Allen Ginsberg, que eran ligeramente o en gran medida mayores que la generación de los boomers. Los nacidos en los años 60 pueden sentirse desconectados de los identificadores culturales de los primeros boomers.
El término estadounidense generación Jones se utiliza a veces para describir a quienes nacieron aproximadamente entre 1954 y 1965, en la cúspide de la generación boomer y la generación X. Los jonesers citan experiencias de vida diferentes de las de los boomers más antiguos, que alcanzaron la mayoría de edad en el decenio de 1970 en lugar de en el de 1960.

## Demografía

### Asia
La cohorte del baby boom de China es la más grande del mundo. Según el periodista y fotógrafo Howard French, que pasó muchos años en China, a mediados del decenio de 2010 muchos barrios chinos estaban desproporcionadamente llenos de personas de edad avanzada, a las que los propios chinos llamaban generación perdida que creció durante la Revolución Cultural, cuando se desalentó la educación superior y se envió a un gran número de personas al campo por razones políticas. A medida que los baby boomers de China se jubilen a finales del decenio de 2010 y en adelante, las personas que los sustituyan en el mercado laboral serán una cohorte mucho más pequeña debido a la política de un solo hijo. Por consiguiente, el gobierno central de China se enfrenta a una dura disyuntiva económica en relación con cuánto gastar en programas de bienestar social como las pensiones estatales para apoyar a los ancianos y cuánto gastar en el ejército para lograr los objetivos geopolíticos de la nación.

### Europa

Población europea de 65 años o más en 2018
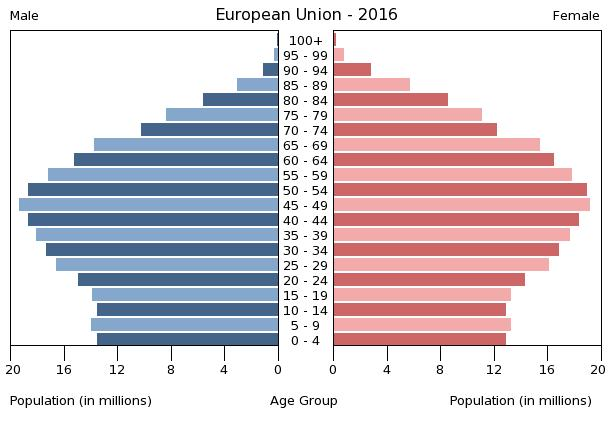
Pirámide de población de la Unión Europea en 2016

Desde aproximadamente 1750 hasta 1950, Europa occidental pasó de tener altas tasas de natalidad y de mortalidad a bajas tasas de natalidad y de mortalidad. A fines del decenio de 1960 o en los años 1970, la mujer, de promedio, tenía menos de dos hijos y, aunque los demógrafos esperaban al principio una corrección, ese repunte nunca se produjo. A pesar de que a finales del siglo XX (en los decenios de 1980 y 1990) se produjo un aumento de las tasas totales de fecundidad de algunos países europeos, especialmente Francia y Escandinavia, nunca volvieron al nivel de reemplazo; el aumento se debió en gran medida a que las mujeres de más edad hicieron realidad sus sueños de maternidad. Los Estados miembros de la Comunidad Económica Europea registraron un aumento constante no solo de los divorcios y los nacimientos fuera del matrimonio entre 1960 y 1985, sino también de la disminución de las tasas de fecundidad. En 1981, una encuesta realizada en países de todo el mundo industrializado reveló que, si bien más de la mitad de las personas de sesenta y cinco años o más pensaban que las mujeres necesitaban tener hijos para realizarse, solo el 35 % de las personas de quince a veinticuatro años de edad (los baby boomers más jóvenes y la generación X de más edad) estaban de acuerdo. La caída de la fecundidad se debió a la urbanización y a la disminución de las tasas de mortalidad infantil, lo que redujo los beneficios y aumentó los costos de la crianza de los hijos. En otras palabras, se hizo más sensato desde el punto de vista económico invertir más en menos niños, como sostuvo el economista Gary Becker (esta es la primera transición demográfica). En el decenio de 1960, la gente empezó a pasar de los valores tradicionales y comunales a perspectivas más expresivas e individualistas debido al acceso a la educación superior y a la difusión de los valores del estilo de vida que antes solo practicaba una pequeña minoría de élites culturales (esta es la segunda transición demográfica).
A principios del siglo XXI, Europa sufre un envejecimiento de la población. Este problema es especialmente agudo en Europa del Este, mientras que en Europa Occidental se ve aliviado por la inmigración internacional. Las investigaciones de los demógrafos y politólogos Eric Kaufmann, Roger Eatwell y Matthew Goodwin sugieren que ese cambio etno-demográfico inducido por la inmigración es una de las principales razones de la reacción pública en forma de populismo nacional en las ricas democracias liberales, un ejemplo de lo cual es el referéndum sobre la permanencia del Reino Unido en la Unión Europea en 2016 (Brexit).
En 2018, el 19.70 % de la población de la Unión Europea tenía al menos sesenta y cinco años. La edad media de los veintiocho miembros del bloque, incluido el Reino Unido, era de cuarenta y tres años en 2019. Era de unos veintinueve años en el decenio de 1950, cuando solo había seis miembros: Alemania, Bélgica, Francia, Italia, Luxemburgo y Países Bajos. Al igual que todos los demás continentes habitados, Europa experimentó un importante crecimiento demográfico a finales del siglo XX. Sin embargo, se prevé que el crecimiento de Europa se detenga a principios de la década de 2020 debido a la caída de las tasas de fertilidad y al envejecimiento de la población. En 2015, una mujer que vivía en la Unión Europea tenía una media de 1.5 hijos, por debajo de los 2.6 de 1960. Aunque la Unión Europea sigue experimentando una afluencia neta de inmigrantes, esto no es suficiente para compensar las bajas tasas de fertilidad. En 2017, la edad media era de 53.1 años en Mónaco, cuarenta y cinco en Alemania e Italia, cuarenta y tres en Grecia, Bulgaria y Portugal, lo que los convierte en algunos de los países más envejecidos del mundo, además de Japón y Bermudas. Les siguen Austria, Croacia, Letonia, Lituania, Eslovenia y España, cuya edad media era de cuarenta y tres años.

### América del Norte
Históricamente, los primeros colonos angloprotestantes del siglo XVI fueron el grupo más exitoso, cultural, económica y políticamente, y mantuvieron su dominio hasta principios del siglo XX. El compromiso con los ideales de la Ilustración significó que trataron de asimilar a los recién llegados de fuera de las islas británicas, pero pocos estaban interesados en adoptar una identidad paneuropea para la nación, y mucho menos en convertirla en un crisol mundial. Pero a principios del siglo XX, los progresistas liberales y los modernistas comenzaron a promover ideales más inclusivos de lo que debería ser la identidad nacional de Estados Unidos. Mientras que los segmentos más tradicionalistas de la sociedad continuaron manteniendo sus tradiciones etnoculturales angloprotestantes, el universalismo y el cosmopolitismo comenzaron a ganar favor entre las elites. Estos ideales se institucionalizaron después de la Segunda Guerra Mundial, y las minorías étnicas comenzaron a avanzar hacia la paridad institucional con los angloprotestantes antes dominantes.
La Ley de Inmigración y Nacionalidad de 1965 (también conocida como la Ley Hart-Cellar), aprobada a instancias del presidente Lyndon B. Johnson, abolió las cuotas nacionales para los inmigrantes y la sustituyó por un sistema que admite un número fijo de personas al año basado en cualidades como las aptitudes y la necesidad de refugio. Posteriormente, aumentó la inmigración procedente de otros lugares de América del Norte (especialmente Canadá y México), Asia, América Central y las Indias Occidentales. A mediados del decenio de 1980, la mayoría de los inmigrantes procedían de Asia y América Latina. Algunos eran refugiados de Vietnam, Cuba, Haití y otras partes de América, mientras que otros llegaron ilegalmente cruzando la larga y en gran parte indefensa frontera entre Estados Unidos y México. Aunque el Congreso ofreció amnistía a los inmigrantes indocumentados que llevaban mucho tiempo en el país e intentó penalizar a los empleadores que los contrataban, su afluencia continuó. Al mismo tiempo, la explosión demográfica de la posguerra y la consiguiente caída de la tasa de fertilidad parecían poner en peligro el sistema de seguridad social de Estados Unidos a medida que los baby boomers se jubilaban a principios del siglo XXI.
Utilizando su propia definición de los baby boomers como personas nacidas entre 1946 y 1964 y los datos del censo de Estados Unidos, el Pew Research Center estimó que había 71.6 millones de boomers en Estados Unidos en 2019. La teoría de la ola de edad sugiere una desaceleración económica cuando los boomers comenzaron a jubilarse durante 2007-2009. Las proyecciones para el mercado laboral estadounidense sugieren que para el 2020, el 25 % de los empleados tendrán por lo menos cincuenta y cinco años de edad.

## Características

### Como niños
En Occidente, los baby boomers fueron la primera generación que creció con la televisión. Algunos programas infantiles de la época de la generación de los años 50 y 60 incluyeron Howdy Doody, The Mickey Mouse Club, I Love Lucy, Captain Video, Captain Kangaroo, Father Knows Best, Leave It to Beaver, Bonanza, The Soupy Sales Show, The Twilight Zone, The Andy Griffith Show, The Ed Sullivan Show, Gilligan's Island, The Addams Family, Bewitched, I Dream of Jeannie, Batman, y Star Trek.

### Como adolescentes y jóvenes
En los decenios de 1960 y 1970, los baby boomers occidentales descubrieron que la música que escuchaban y/o producían, sobre todo la música rock (un derivado del rock and roll de la época de la generación silenciosa), era otra expresión de su identidad generacional. Los transistores eran dispositivos personales que permitían a los adolescentes de la generación de la posguerra escuchar a The Beatles, el sonido Motown, el rock psicodélico, el rock progresivo, la música disco, el punk rock inicial y otras tendencias y artistas musicales.
Los boomers crecieron en una época de dramáticos cambios sociales. En EE. UU., ese cambio marcó a la generación con una fuerte división cultural, entre los defensores del cambio de tendencia izquierdista y los individuos más conservadores. Los analistas creen que esta división se ha manifestado políticamente desde la época de la guerra de Vietnam hasta la actualidad, definiendo en cierta medida el dividido panorama político del país. Los primeros años de la explosión demográfica se asocian a menudo con la contracultura del decenio de 1960, los últimos años del movimiento por los derechos civiles y la segunda ola del feminismo del decenio de 1970. Por el contrario, muchos se inclinaron por direcciones moderadas a conservadoras opuestas a la contracultura, especialmente los que hacían carreras profesionales en el ejército, la justicia, los negocios y la política del Partido Republicano.
Los primeros boomers vivieron acontecimientos de los tumultuosos años sesenta como la Beatlemanía, Woodstock, organizándose contra la guerra de Vietnam o luchando en ella, y el alunizaje del Apolo 11, mientras que los últimos boomers (también conocidos como la generación Jones) alcanzaron la mayoría de edad en la era del malestar de los años setenta con acontecimientos como el escándalo Watergate, la recesión de 1973–1975, la crisis del petróleo de 1973, el Bicentenario de los Estados Unidos y la crisis de los rehenes en Irán. Políticamente, los primeros boomers en Estados Unidos tienden a ser demócratas, mientras que los últimos boomers tienden a ser republicanos.
Al tiempo que The Population Bomb de Paul Erlich (1968) llegaba a las estanterías, los movimientos feministas se extendieron por todo el mundo occidental. A medida que el acceso a la educación mejoraba y la anticoncepción se hacía más fácil de conseguir, las mujeres de los años 70 y 80 se mostraron mucho más dispuestas a retrasar o evitar el matrimonio y a reducir el número de hijos que tenían, si es que tenían alguno. Esta reducción intencional de la fertilidad se produjo no solo en los países occidentales, sino también en lugares como India e Irán. Esta evolución allanó el camino para el fenómeno del envejecimiento de la población observado en muchos países del mundo a principios del siglo XXI.
En China, los baby boomers crecieron durante la Revolución Cultural, cuando se cerraron las instituciones de enseñanza superior. En consecuencia, cuando China introdujo algunos elementos de las reformas capitalistas a finales del decenio de 1970, la mayor parte de esta cohorte se encontró en una grave desventaja, ya que las personas no pudieron ocupar los diversos puestos de trabajo que quedaron vacantes.

### En la mediana edad
Poder económico
Steve Gillon ha sugerido que una cosa que diferencia a los baby boomers de otros grupos generacionales es el hecho de que «casi desde el momento en que fueron concebidos, los boomers fueron estudiados, analizados y abordados por los modernos comerciantes, quienes reforzaron el sentido de distinción generacional».
Esto se apoya en los artículos de finales de los 40 que identifican el creciente número de bebés como un boom económico, como un artículo de la revista Newsweek de 1948 cuyo título proclamaba Bebés significan negocio, o un artículo de la revista Time de 1948 llamado Baby boom.
Entre 1979 y 2007, los que recibían el uno por ciento más alto de ingresos vieron aumentar sus ingresos en un 278 %, mientras que los que estaban en el medio, en los porcentajes cuarenta a sesenta, experimentaron un aumento del 35 %. Desde 1980, después de que la gran mayoría de los estudiantes de la generación de la posguerra se graduaron, el costo de la universidad se ha incrementado en más del 600 % (ajustado por la inflación).
Después de que el Partido Comunista Chino abriera la economía de su país a finales de la década de 1970, debido a que tantos baby boomers no tenían acceso a la educación superior, simplemente se quedaron atrás mientras la economía china crecía enormemente gracias a dichas reformas.
Valores familiares
Según el demógrafo estadounidense Philip Longman, «incluso entre los baby boomers, aquellos que terminaron teniendo hijos han resultado ser notablemente similares a sus padres en sus actitudes sobre los valores familiares». En la posguerra, la mayoría de los militares que regresaban esperaban «formar un hogar y criar una familia» con sus esposas y amantes, y para muchos hombres, la vida familiar era una fuente de satisfacción y un refugio del estrés de sus carreras. La vida a finales de los años cuarenta y cincuenta se centraba en la familia y la familia se centraba en los niños.
Debido a la política de un solo hijo introducida a finales del decenio de 1970, los hogares con un solo hijo se han convertido en la norma en China, lo que ha dado lugar a un rápido envejecimiento de la población, especialmente en las ciudades, donde el costo de la vida es mucho más elevado que en el campo.
Actitud hacia la religión
En 1993, la revista Time informó sobre las afiliaciones religiosas de los baby boomers. Citando a Wade Clark Roof, sociólogo de la Universidad de California en Santa Bárbara, se afirmaba que alrededor del 42 % de los baby boomers eran desertores de la religión formal, el 33 % nunca se habían alejado de la iglesia, y el 25 % de los boomers volvían a la práctica religiosa.
Los boomers que volvían a la religión estaban «generalmente menos atados a la tradición y menos confiables como miembros de la iglesia que los leales. También son más liberales, lo que profundiza las diferencias en temas como el aborto y la homosexualidad».

### En la jubilación
Una encuesta reveló que casi un tercio de los multimillonarios de la generación de la posguerra encuestados en EE. UU. preferirían pasar su herencia a organizaciones benéficas en lugar de pasarla a sus hijos. De estos boomers, el 57 % creía que era importante que cada generación ganara su propio dinero; el 54 % creía que era más importante invertir en sus hijos mientras crecían.
A partir de 1998 se informó de que, como generación, los boomers habían tendido a evitar los debates y la planificación a largo plazo de su defunción. Sin embargo, desde 1998 o antes, ha habido un diálogo creciente sobre cómo manejar el envejecimiento y las cuestiones del fin de la vida a medida que la generación envejece.
En particular, varios analistas han argumentado que los baby boomers se encuentran en un estado de negación respecto a su propio envejecimiento y muerte y están dejando una carga económica indebida a sus hijos para su jubilación y cuidado. De acuerdo con las encuestas de 2011 de Associated Press y LifeGoesStrong.com:
- El 60 % perdió valor en las inversiones debido a la crisis económica.
- El 42 % está retrasando la jubilación.
- El 25 % afirma que nunca se jubilará (sigue trabajando).[71][72]

La gente a menudo da por sentado que cada generación estará mejor que la anterior. Cuando la generación X apareció justo después de los boomers, sería la primera generación que disfrutaría de una calidad de vida inferior a la de la generación anterior.
La cantidad de baby boomers puede poner a prueba a Medicare. Según la American Medical Student Association, la población de personas mayores de sesenta y cinco años aumentará en un 73 % entre 2010 y 2030, lo que significa que uno de cada cinco estadounidenses será anciano.
En 2019, la plataforma publicitaria Criteo realizó una encuesta entre mil consumidores estadounidenses que demostró que los baby boomers son menos propensos que los milénicos a comprar alimentos en línea. De los baby boomers encuestados, el 30 % dijo que usaban algún tipo de servicio de entrega de alimentos en línea.
A mediados del decenio de 2010 se hacía evidente que China se enfrentaba a una grave crisis demográfica al aumentar la población de jubilados y reducirse el número de personas en edad de trabajar. Esto plantea graves problemas a cualquier intento de poner en práctica el apoyo social a los ancianos e impone limitaciones a las perspectivas económicas futuras de China.

### Opiniones políticas y participación
En Europa, el periodo comprendido entre mediados y finales del siglo XX podría describirse como una era de política de masas, lo que significa que la gente era generalmente leal a un determinado partido político. Los debates políticos se centraban principalmente en cuestiones económicas, como la redistribución de la riqueza, los impuestos, los empleos y el papel del gobierno. Pero a medida que los países pasaban de tener economías industriales a un mundo postindustrial y globalizado, y a medida que el siglo XX se convertía en el XXI, los temas del discurso político cambiaban a otras cuestiones y se intensificaba la polarización debido a la competencia de valores.
Sin embargo, estudiosos como Ronald Inglehart rastrearon las raíces de este nuevo conflicto cultural hasta la década de 1960, que fue testigo del surgimiento de los baby boomers, que generalmente eran votantes de clase media con educación universitaria. Mientras que sus predecesores en el siglo XX —la generación perdida, la generación grandiosa y la generación silenciosa— tuvieron que soportar una pobreza severa y guerras mundiales, centradas en la estabilidad económica o en la simple supervivencia, los baby boomers se beneficiaron de una crianza económicamente segura, si no próspera, y como tal tendieron a sentirse atraídos por los valores posmaterialistas. Los principales temas de debate político en esa época eran la revolución sexual, los derechos civiles, el armamento nuclear, la diversidad etnocultural, la protección del medio ambiente, la integración europea y el concepto de ciudadanía global. Algunos partidos mayoritarios, especialmente los socialdemócratas, se movieron a la izquierda para acomodar a estos votantes. 
En el siglo XXI, los partidarios del posmaterialismo se alinearon detrás de causas como los derechos de las personas LGBT, el cambio climático, el multiculturalismo y diversas campañas políticas en las redes sociales. Inglehart llamó a esto la Revolución Silenciosa. Pero no todos la aprobaron, dando lugar a lo que Piero Ignazi llamó la contrarrevolución silenciosa. Los universitarios y los no universitarios tienen una educación muy diferente, viven vidas muy diferentes, y como tales tienen valores muy diferentes. La educación desempeña un papel en este conflicto cultural, ya que el nacional-populismo atrae con mayor fuerza a quienes terminaron la educación secundaria pero no se graduaron de la universidad, mientras que la experiencia de la educación superior ha demostrado estar vinculada a tener una mentalidad socialmente liberal. Los licenciados tienden a favorecer la tolerancia, los derechos individuales y las identidades de grupo, mientras que los no licenciados se inclinan por el conformismo y el mantenimiento del orden, las costumbres y las tradiciones. Mientras que el número de votantes occidentales con educación universitaria continúa creciendo, en muchas democracias los no titulados siguen formando una gran parte del electorado. Según la OCDE, en 2016 el porcentaje medio de votantes de entre veinticinco y sesenta y cuatro años de edad sin educación terciaria en la Unión Europea era del 66 % de la población. En Italia, superaba el 80 %. En muchas de las principales democracias, como Francia, aunque la representación de las mujeres y las minorías étnicas en los pasillos del poder ha aumentado, no puede decirse lo mismo de la clase obrera y de los no titulados.
En Estados Unidos, especialmente desde la década de 1970, los votantes de la clase trabajadora, que anteriormente habían constituido la columna vertebral del apoyo al New Deal introducido por el presidente Franklin D. Roosevelt, se han ido alejando del Partido Demócrata de tendencia izquierdista en favor del Partido Republicano de tendencia derechista. A partir de la década de 1980, los boomers se volvieron más conservadores, muchos de ellos lamentando los cambios culturales que trajeron en su juventud. Los baby boomers se convirtieron en el mayor grupo demográfico de votantes a principios de los 80 y ayudaron a elegir a Ronald Reagan como presidente. A medida que el Partido Demócrata intentaba acercarse a las mujeres y a los universitarios durante el decenio de 1990, se fueron alejando los obreros y los no titulados.
Tanto en Europa como en Estados Unidos, los votantes de mayor edad son la base principal de apoyo para el surgimiento de los movimientos nacionalistas y populistas, aunque también hay focos de apoyo entre los jóvenes. En el decenio de 2010, una tendencia constante en muchos países occidentales es que las personas de mayor edad tienen más probabilidades de votar que sus compatriotas más jóvenes, y tienden a votar por candidatos más derechistas (o conservadores).

### Hitos clave de la generación
En un estudio de 1985 sobre las cohortes generacionales de Estados Unidos realizado por Schuman y Scott, se preguntó a una amplia muestra de adultos: «¿Qué acontecimientos mundiales de los últimos cincuenta años fueron especialmente importantes para ellos?». Para los baby boomers los resultados fueron los siguientes:
- Baby boomer, primera cohorte (nacidos de 1946 a 1955), la cohorte que personificó el cambio cultural de la década de 1960.
  - Acontecimientos memorables: la Guerra Fría (y el temor rojo asociado), la crisis de los misiles en Cuba, los asesinatos de JFK, Robert Kennedy y Martin Luther King, Jr., los disturbios políticos, el Programa Apolo, el riesgo del reclutamiento en la guerra de Vietnam o el servicio militar durante la guerra de Vietnam, las protestas contra la guerra, la experimentación social, la libertad sexual, la experimentación con drogas, el movimiento por los derechos civiles, el movimiento ecologista, el movimiento de mujeres, las protestas y disturbios y Woodstock.
  - Características clave: experimentador, individualista, espíritu libre, orientado a causas sociales.

- Baby boomer, segunda cohorte (nacidos de 1956 a 1965), la cohorte que llegó a la mayoría de edad en los años de malestar de la década de 1970.
  - Acontecimientos memorables: la Guerra Fría, la crisis de los misiles en Cuba y los asesinatos de John F. Kennedy, Robert Kennedy y Martin Luther King, Jr, para los nacidos en el primer par de años de esta generación, la Guerra de Vietnam, el Programa Apolo, Watergate y la renuncia de Nixon, la reducción de la edad permitida para beber a dieciocho años en muchos estados entre 1970-1976 (seguida de un aumento a veintinuno a mediados de los 80 como resultado de la presión de Mothers Against Drunk Driving), el embargo de petróleo, la inflación galopante, la escasez de gasolina, la recesión económica y la falta de oportunidades profesionales viables al graduarse tras la educación secundaria o la universidad, la reimposición de Jimmy Carter de la inscripción en el servicio militar, la crisis de los rehenes de Irán, Ronald Reagan, Live Aid.

## Legado
Un indicador de la importancia que se le dio al impacto boomer fue la selección por la revista Time de la generación del baby boom como su Persona del año de 1966. Como Claire Raines señala en Beyond Generation X, «nunca antes en la historia la juventud había sido tan idealizada como en este momento». Cuando la generación X apareció tenía mucho que cumplir según Raines.
| Predecesor: Generación silenciosa | Baby boomer | Sucesor: Generación X |